# Ultra Music Festival
Ultra Music Festival (UMF) é um festival de música eletrônica ao ar livre (outdoor) realizado anualmente em março, na cidade de Miami, Flórida, Estados Unidos. O festival acontece juntamente com o anual Winter Music Conference (WMC) e o Miami Music Week (MMW).
O primeiro Ultra teve a duração de um dia entre 1999 e 2006, de dois dias de 2007 a 2010, e de três dias em 2011 e 2012. Em 2012, um recorde de 155 mil pessoas por dia participaram do festival, em 2013, pela primeira vez na história do festival, UMF ocorreu em dois fins de semana consecutivos. Em 2014, o festival voltou ao formato de um fim de semana, a teve lugar entre sexta, 28 de março a domingo 30 de Março. Os bilhetes pré-venda foram colocados à venda online em 21 de Maio de 2013 vendendo em questão de segundos; bilhetes padrão esgotaram-se no último dia antes do evento.
O festival realizou-se de 1999 a 2000, em South Beach (Miami Beach), a partir de 2001 até 2018 foi realizado no Bayfront Park (Downtown Miami). Em 2019 o festival foi realizado no Miami Marine Stadium (Virginia Key), em 2020 voltaria a ser realizado no Bayfront Park mas devido à pandemia Pandemia de COVID-19 foi cancelado.
O Ultra Music Festival também é realizado em Ibiza, Espanha; Buenos Aires, Argentina; Rio de Janeiro, Brasil; Santiago, Chile; Seul, Coreia do Sul; Split e Hvar, Croácia; Bogotá, Colômbia; Tokyo, Japão; Joanesburgo, África do Sul; Assunção, Paraguai e recentemente em Outubro de 2019 foi anunciado o novo local que será em Abu Dhabi, nos Emirados Árabes Unidos, que receberá o festival a partir do ano de 2020.
Apesar do nome semelhante, o UMF não estava ligado a gravadora de música eletrônica Ultra Music. No entanto, ambos anunciaram em Agosto de 2012 uma "aliança global", o que irá permitir-lhes colaborar em marketing e promoções.

## História

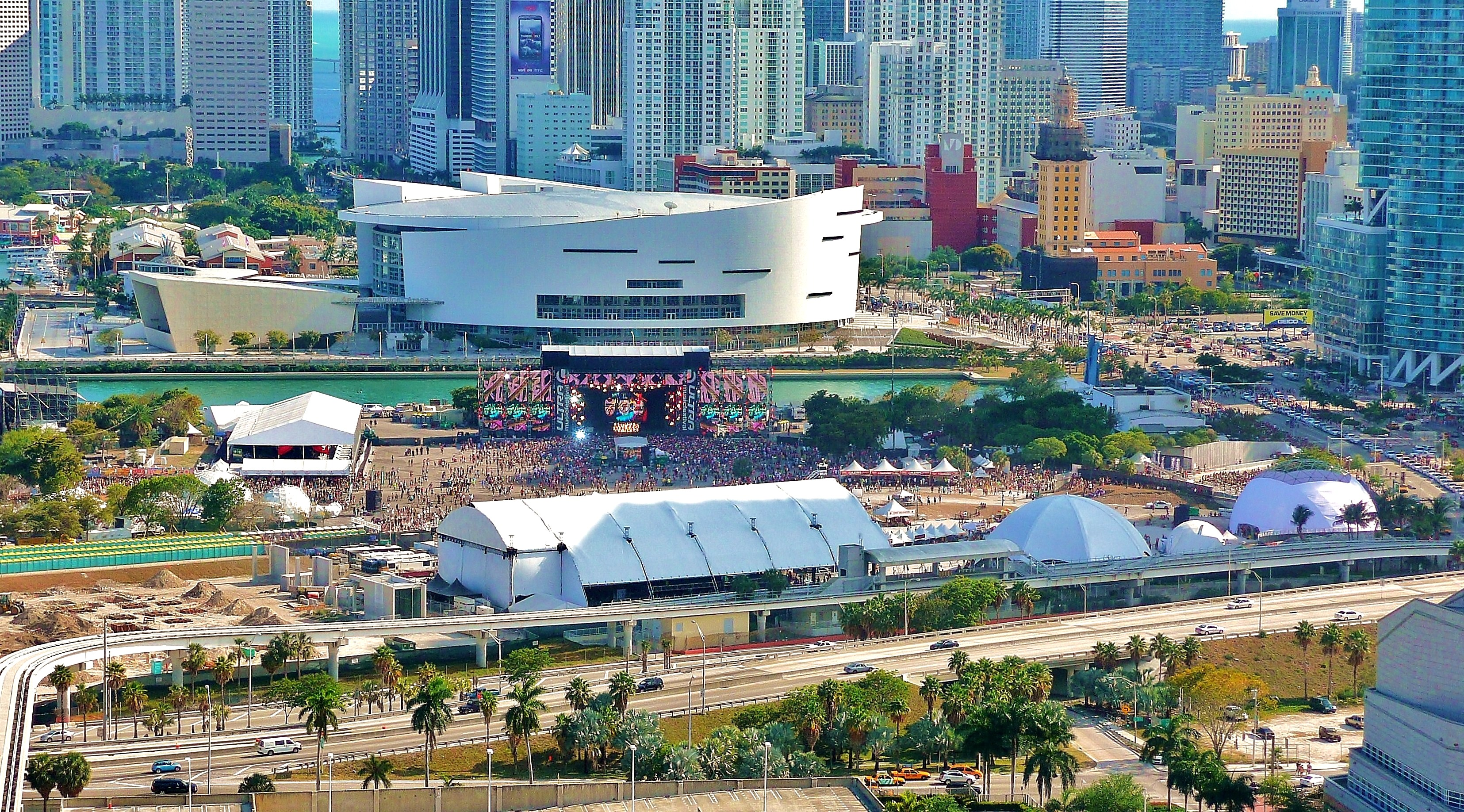
Ultra Music Festival 2011 no Bicentennial Park.

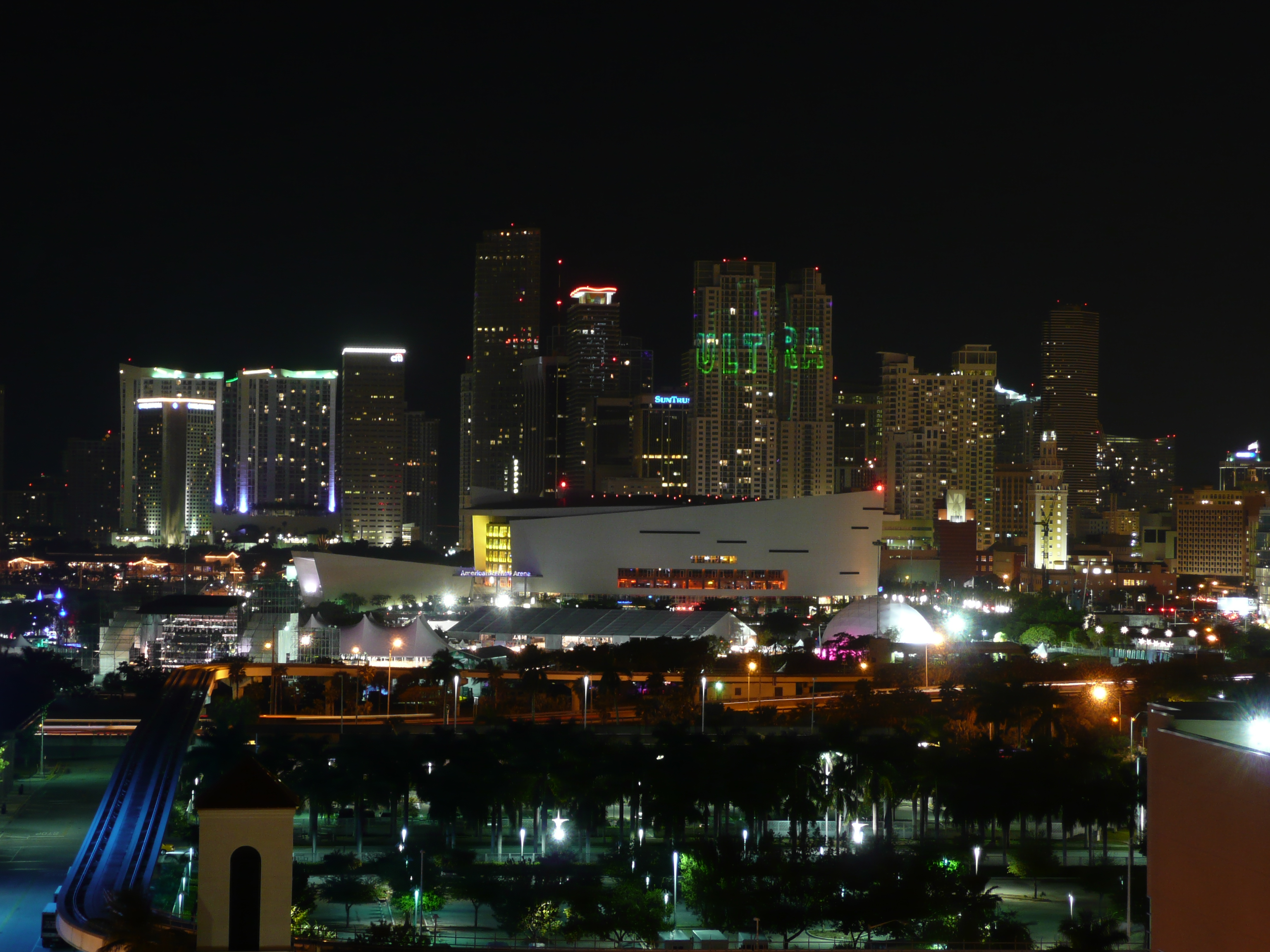
O Ultra Music Festival em 27 de março de 2010, no Bicentennial Park Miami. A imagem mostra o evento ocorrendo simultaneamente durante a Hora do Planeta.

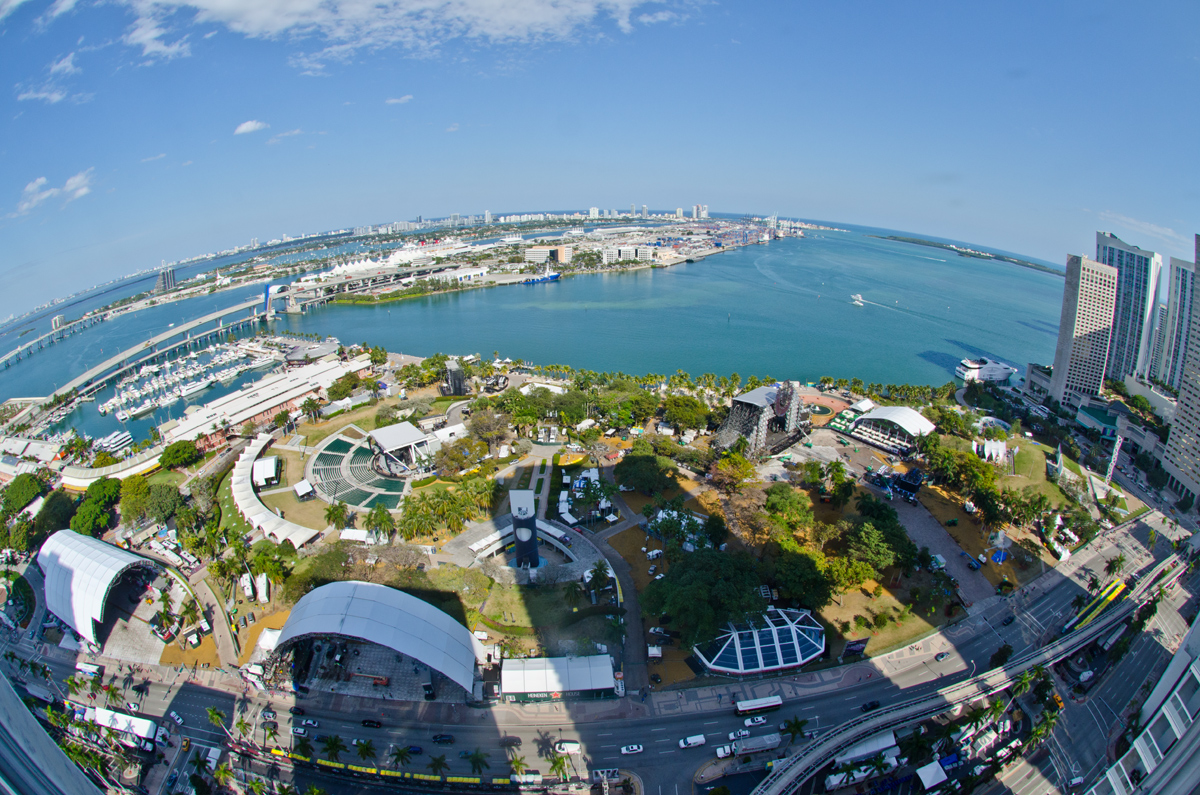
Vista panorâmica do Bayfront Park, durante o Ultra Music Festival 2013

Ultra Music Festival (UMF) foi fundado em 1999 pelos empresários Russell Faibisch, Alex Omes e Bruce Braxton. O primeiro festival foi realizado no final do Winter Music Conference, em 1999, com apresentações de Rabbit in the Moon e DJ Baby Anne. Na primeira edição o evento foi realizado em South Beach, em Miami Beach na Flórida, e foi um grande sucesso. Em Março de 2000, o festival voltou a South Beach como um evento de um dia; o festival foi recebido com ainda mais sucesso e foi renovado imediatamente para um terceiro ano.

### Crescimento
Devido ao grande aumento de público entre 1999 e 2000, os coordenadores do festival decidiram mudar o local para o Bayfront Park, em Downtown Miami para o terceiro evento anual. UMF continuou a levar os maiores nomes da música eletrônica, como os artistas: Tiësto, EC Twins, Paul van Dyk, Paul Oakenfold, Sander Kleinenberg, Photek, Josh Wink, p.a.w.n. LASERS, DJ Craze, e Rabbit in the Moon. Com comparecimento recorde do sétimo UMF anual, em 2005, o festival foi transferido para um novo local (área) maior, o Museum Park em Miami, em 2006. Em 2007 com o Winter Music Conference em pleno esplendor, o UMF foi realizado durante 2 dias no Museum Park, tendo um recorde de mais 50.000 pessoas. UMF celebrou o seu décimo aniversário em 28 e 29 Março de 2008, com DJ's como Tiësto, Armin van Buuren, MSTRKRFT, deadmau5, Annie Mac, Eric Prydz, Ferry Corsten, Calvin Harris, Moby, The Crystal Method, Boys Noize, Benny Benassi, Armand van Helden, Duck Sauce , David Guetta, Jes, Enur, Pete Tong e Jackal & Hyde.
O 11ª UMF anual ocorreu em 27-28 de março de 2009, com uma estimativa de 70 mil pessoas, o festival estabeleceu um novo recorde na cidade de Miami pelo número de bilhetes vendidos em um único evento. O line-up incluiu os mais diferentes DJ's e bandas como The Black Eyed Peas, The Prodigy, The Ting Tings, Santigold, Crystal Castles, The Whip, e Perry Farrell. A 10ª edição do UMF foi em 26 e 27 de março de 2010, com a performances de Tiësto e Deadmau5, bem como atuações de David Guetta, Orbital, Little Boots, Sasha & Digweed, Above & Beyond, e The Bloody Beetroots. Cada apresentação foi acompanhada de artes visuais fornecidos pelos VJs, Vello Virkhaus, Psyberpixie e Cozer. O festival pela primeira teve os ingressos esgotados, com mais de 100.000 participantes, no mesmo ano foi anunciado que a 13ª edição realizada em 2011 teria a duração de três dias.

### 2012
O Ultra Music Festival 2012 foi realizado nos dias 23, 24 e 25 de Março no Bayfront Park. Os bilhetes de pré-venda para o UMF 2012 esgotaram em 20 minutos. Pouco depois eles abriram novamente, mas com um aumento de preço de US$ 149 a US$ 229 dólares. Este foi o segundo ano que os bilhetes para os dias individuais não ficaram disponíveis para venda. A participação especial de Madonna um dia após o lançamento internacional de seu décimo segundo álbum de estúdio MDNA foi realizada no segundo dia do festival. Em seguida, de bilhetes para o 14º aniversário do festival rapidamente subiram de U$ 229 a $299 apenas uma semana depois de irem à venda.

### 2013
A edição de 2013 do festival foi realizada em dois fins de semana, entre 15 a 17, e 22 a 24 de Março em homenagem ao seu décimo quinto aniversário. Ambos os fins de semana coincidiram com o início e o fim do Miami Music Week e o Winter Music Conference. A primeira fase do line-up do festival foi oficialmente divulgada em Janeiro de 2013, confirmando as participações de David Guetta, deadmau5, Tiësto, juntamente com o Swedish House Mafia, Pretty Lights entre outros.

### 2014
Em 2014, o festival foi realizado entre 28 e 30 de Março, no final do Winter Music Conference, contou com a presença de mais de 200 DJs em oito etapas. Incluíram: Afrojack, Alesso, Armin van Buuren, Carl Cox, David Guetta, Diplo, Hardwell, Nicky Romero, Steve Angello, Tiësto e Zedd. Avicii que se apresentaria no sábado cancelou a sua aparição no curto prazo, uma vez que a sua vesícula tinha de ser removida, retornando à Suécia, como substituto Deadmau5 se apresentou no seu lugar.
Na abertura sexta-feira, uma segurança foi diagnosticada com uma hemorragia cerebral e deixado em estado "muito crítico" depois de ser pisoteado por uma multidão de pessoas que tentavam derrubar o portão do festival. O prefeito de Miami Tomás Pedro Regalado, condenou os organizadores do Ultra por serem "irresponsáveis" ao não aumentar a quantidade de esgrimas e pela falta de presença policial na área, como solicitado pela fiscalização, o prefeito e políticos locais sugeriram também que iriam considerar este incidente, podendo ser uma quebra de contrato dos organizadores com a cidade, forçando o Ultra a ser transferido para um local diferente em 2015.
2015
Apesar das incertezas sobre o festival ser realizado em Miami, após o incidente, os organizadores anunciaram que a edição de 2015 continuaria a ser em Miami. Realizou-se de 27 a 29 de Março. Organizadores também anunciaram planos para uma revisão abrangente das medidas de segurança do festival, com o envolvimento do Departamento de Polícia de Miami, e particularmente avaliar como a segurança poderia ser melhorada para "evitar que um incidente dessa natureza voltem a acontecer."
2018
20º aniversario do UFM, decorreu entre 23 e 25 de Março, teve um do melhores cartazes de sempre e no ultimo dia a ultima actuação estava reservada para um convidado surpresa. Convidado esse que se revelou serem os Swedish House Mafia que depois de uma pausa de 6 anos na carreira voltavam em 2018 para fechar o Main Stage do Ultra Music Festival.
2019
Em 2019 o festival mudou de local, devido às queixas dos moradores pelo ruído em Downtown Miami, foi realizado no Miami Marine Stadium (Virginia Key) ente dia 29 e 31 de Março. Devido ao difícil acesso para o local a organização disponibilizou transportes (Barcos, Autocarros e Metro)
No dia Inaugural (29 de Março) houve diversos problemas com os transportes no regresso dos visitantes do festival, tendo os mesmo que regressar a pé, situação que no dia seguinte ficou resolvida.
2020
Ano em que o festival voltaria para a "sua casa" (Bayfront Park, Downtown Miami) mas devido à pandemia Pandemia de COVID-19 foi cancelado semanas antes.
A organização não procedeu à devolução do valor dos ingressos.

## Ultra Brasil
No Brasil, o Ultra Music Festival era realizado sob o nome de UMF Brasil, a primeira edição foi realizada em 2008, em duas cidades: São Paulo e Belo Horizonte, contou com os artistas: Carl Cox, Erick Morillo, Booka Shade, Fedde Le Grand, Benny Benassi, Victor Calderone, Yves Larock, Tocadisco, Coca, V. Falabella, Netto P., Crossover, além de artistas brasileiros como: Ferris, Leo Janeiro, Rodrigo Vieira, Marcos Carnaval, Marcos & Marcelo Braga, Ale Rauen e Luca Di Napoli.

### 2010
Em 2010 o UMF ocorreu em 6 de novembro na Chácara do Jockey, em São Paulo, e contou com apresentações de: Carl Cox, Fatboy Slim, Above & Beyond, Groove Armada, Kaskade, Grum, Gui Boratto, Afrobeta, Marky, Lovefoxxx, Kings of Swingers e Stop Play Moon, Moby (DJ set), Fedde Le Grand, Faithless, Yousef e Anderson Noise. Palco We Love Brasil: Rodrigo Vieira, Renato Ratier, Tom Keller, Leo Janeiro, Ferris, Ale Rauen, Mary Zander, Rodrigo Arjonas e Junior C, entre outros.

### 2011
A 4 edição foi realizada em 03 de dezembro 2011, no Sambódromo do Anhembi em São Paulo, cerca de 30 mil pessoas estiveram presentes, se apresentaram 22 atrações nacionais e internacionais como: Rodrigo Arjonas, Marcio Vermelho, Soulwax, New Order, Alesso, Laidback Luke, Swedish House Mafia, Duck Sauce, Life is a Loop, Copacabana Club, Renato Cohen, The Twelves, Marky, Shit Robot, Diplo, Death From Above 1979, Renato Ratier, Rodrigo Vieira, Mixhell, Nero, Major Lazer, MSTRKRFT e 2 Many DJ’s.

### 2016
Após quatro anos de pausa, o Ultra Brasil retornou com uma edição em grande estilo no Sambodromo, no Rio de Janeiro, nos dias 14 e 15 de outubro de 2016. Os ingressos exclusivos de pré-venda foram disponibilizados em abril, seguidos por um novo lote em maio. O line-up da primeira fase, anunciado em 20 de julho de 2016, trouxe grandes nomes como Carl Cox, Dash Berlin, Hardwell, Martin Garrix, DJ Snake, ANNA, Heatbeat, Hot Since 82, Jauz e Matador. Além disso, foi confirmado o palco Resistance/Carl Cox & Friends, ampliando a experiência para os fãs de música eletrônica.
A segunda fase do line-up foi divulgada em 23 de agosto de 2016, incluindo artistas como Above & Beyond, Krewella, Nic Fanciulli, Steve Aoki, Art Department, Carnage, Cosmic Gate, Infected Mushroom, Markus Schulz, Steve Lawler, Nicole Moudaber e outros. Em 12 de setembro de 2016, o line-up final revelou ainda mais atrações, como Felguk, Jon Rundell, Liquid Soul, Rodrigo Vieira e Vini Vici, além de talentos locais e regionais.
O festival foi transmitido em parceria com a MTV para toda a América Latina, ampliando seu alcance. Os ingressos esgotaram no primeiro dia do evento, que reuniu mais de 60 mil fãs no norte da cidade. O Ultra Brasil 2016 foi destacado como um dos momentos mais marcantes do calendário global do Ultra Worldwide naquele ano.

### 2017
Em 19 de janeiro de 2017, foi anunciado que o Ultra Brasil retornaria ao Sambódromo, no Rio de Janeiro, para uma edição estendida de três dias, que aconteceria entre 12 e 14 de outubro de 2017. Os ingressos antecipados para essa segunda edição foram colocados à venda em 27 de janeiro de 2017 e esgotaram poucos dias depois. Os ingressos do primeiro lote para o Ultra Brasil 2017 começaram a ser vendidos em 21 de fevereiro de 2017. Durante a 19ª edição do Ultra Music Festival, foi revelado que Armin van Buuren seria um dos artistas a se apresentar no Ultra Brasil. O duo egípcio de trance Aly & Fila também foi confirmado no line-up do festival.

### 2023
O Ultra Brasil 2023 foi realizado no Vale do Anhangabaú, em São Paulo, entre os dias 21 e 22 de abril. O festival trouxe quatro palcos: Mainstage, com atrações principais; Resistance, dedicado ao underground; Worldwide, para artistas emergentes; e um palco exclusivo para artistas brasileiros. A organização priorizou sustentabilidade e inclusão, com água gratuita, opções de acessibilidade para pessoas com deficiência, e um sistema de som bem calibrado para evitar conflitos entre os palcos. A line-up de 2023 contou com grandes nomes da música eletrônica, como Marshmello, DJ Snake, Alan Walker, Vini Vici, Oliver Heldens e Nicky Romero.
Apesar de algumas críticas iniciais sobre o novo local, o evento foi bem recebido. O ambiente era limpo e bem gerido, com suporte constante da equipe de limpeza. Os ingressos ofereceram opções variadas, incluindo meia-entrada, ingressos sociais e experiências VIP. A praça de alimentação teve ampla oferta de comidas e bebidas, embora o preço fosse considerado elevado por alguns.

## Público no Brasil
| Ano  | Total         | Localização                                             |
| ---- | ------------- | ------------------------------------------------------- |
| 2008 | 10,000        | Anzu Club, Itu, SP                                      |
| 2008 | Não divulgado | Centro de Convenções Risoleta Neves, Belo Horizonte, MG |
| 2010 | 20,000        | Chácara do Jockey, São Paulo, SP                        |
| 2011 | 30,000        | Sambódromo do Anhembi, São Paulo, SP                    |
| 2016 | 60,000        | Sambódromo da Marques de Sapucaí, Rio de Janeiro, RJ    |
| 2017 | 90,000        | Sambódromo da Marques de Sapucaí, Rio de Janeiro, RJ    |
| 2023 | 40,000        | Vale Do Anhangabaú, São Paulo, SP                       |

## Público nos Estados Unidos
| Ano  | Total   | Localização                                 |
| ---- | ------- | ------------------------------------------- |
| 1999 | 10,000  | South Beach, Miami Beach                    |
| 2000 | 10,000  | South Beach, Miami Beach                    |
| 2001 | 21,000  | Bayfront Park, Downtown Miami               |
| 2002 | 21,500  | Bayfront Park, Downtown Miami               |
| 2003 | 25,000  | Bayfront Park, Downtown Miami               |
| 2004 | 35,000  | Bayfront Park, Downtown Miami               |
| 2005 | 48,000  | Bayfront Park, Downtown Miami               |
| 2006 | 40,000+ | Bicentennial Park, Downtown Miami           |
| 2007 | 50,000  | Bicentennial Park, Downtown Miami           |
| 2008 | 70,000  | Bicentennial Park, Downtown Miami           |
| 2009 | 85,000  | Bicentennial Park, Downtown Miami           |
| 2010 | 93,000  | Bicentennial Park, Downtown Miami           |
| 2011 | 150,000 | Bicentennial Park, Downtown Miami           |
| 2012 | 165,000 | Bayfront Park, Downtown Miami               |
| 2013 | 330,000 | Bayfront Park, Downtown Miami               |
| 2014 | 165,000 | Bayfront Park, Downtown Miami               |
| 2015 | 165,000 | Bayfront Park, Downtown Miami               |
| 2016 | 165,000 | Bayfront Park, Downtown Miami               |
| 2017 | 165,000 | Bayfront Park, Downtown Miami               |
| 2018 | 165,000 | Bayfront Park, Downtown Miami               |
| 2019 | 170,000 | Miami Marine Stadium, Viginia Key, Miami    |
| 2020 | N/A     | Cancelado por conta da pandemia do COVID-19 |
| 2021 | N/A     | Cancelado por conta da pandemia do COVID-19 |